# Гераськів Ліс
Гераськів Ліс (рос. дореф. Герасковъ Лесъ) — колишній хутір у Кримоцькій сільській раді Радомишльського району Волинської округи Української РСР.

## Населення
Наприкінці 19 століття в хуторі налічувалося 25 осіб, з них 13 чоловіків та 12 жінок, дворів — 3.

## Історія
Наприкінці 19 століття — поміщицький хутір Вишевицької волості Радомисльського повіту Київської губернії. Відстань до повітового центру, м. Радомисль, де знаходилася також найближчі поштово-телеграфна та поштова земська станції — 8 верст, до найближчої залізничної станції Фастів — 70 верст. Основним заняттям мешканців було хліборобство. В поселенні числилося 119 десятин землі, з них 100 десятин належало поміщикам, 19 десятин — селянам. Хутором володів А. О. Злотницький. Господарством керував управитель Вацлав Обух-Вощатинський. Система землеробства — трипілля.
У 1923 році включений до складу новоствореної Кримоцької сільської ради, яка 7 березня 1923 року увійшла до складу новоутвореного Радомишльського району Малинської округи.
Виключений з обліку населених пунктів до 1 жовтня 1941 року.